# Hyphalaster
Genre
Hyphalaster est un genre d'étoiles de mer de la famille des Porcellanasteridae.

## Taxinomie
Selon World Register of Marine Species (26 janvier 2015) :
- Hyphalaster giganteus Macan, 1938
- Hyphalaster hyalinus Sladen, 1883
- Hyphalaster inermis Sladen, 1883
- Hyphalaster scotiae Koehler, 1907

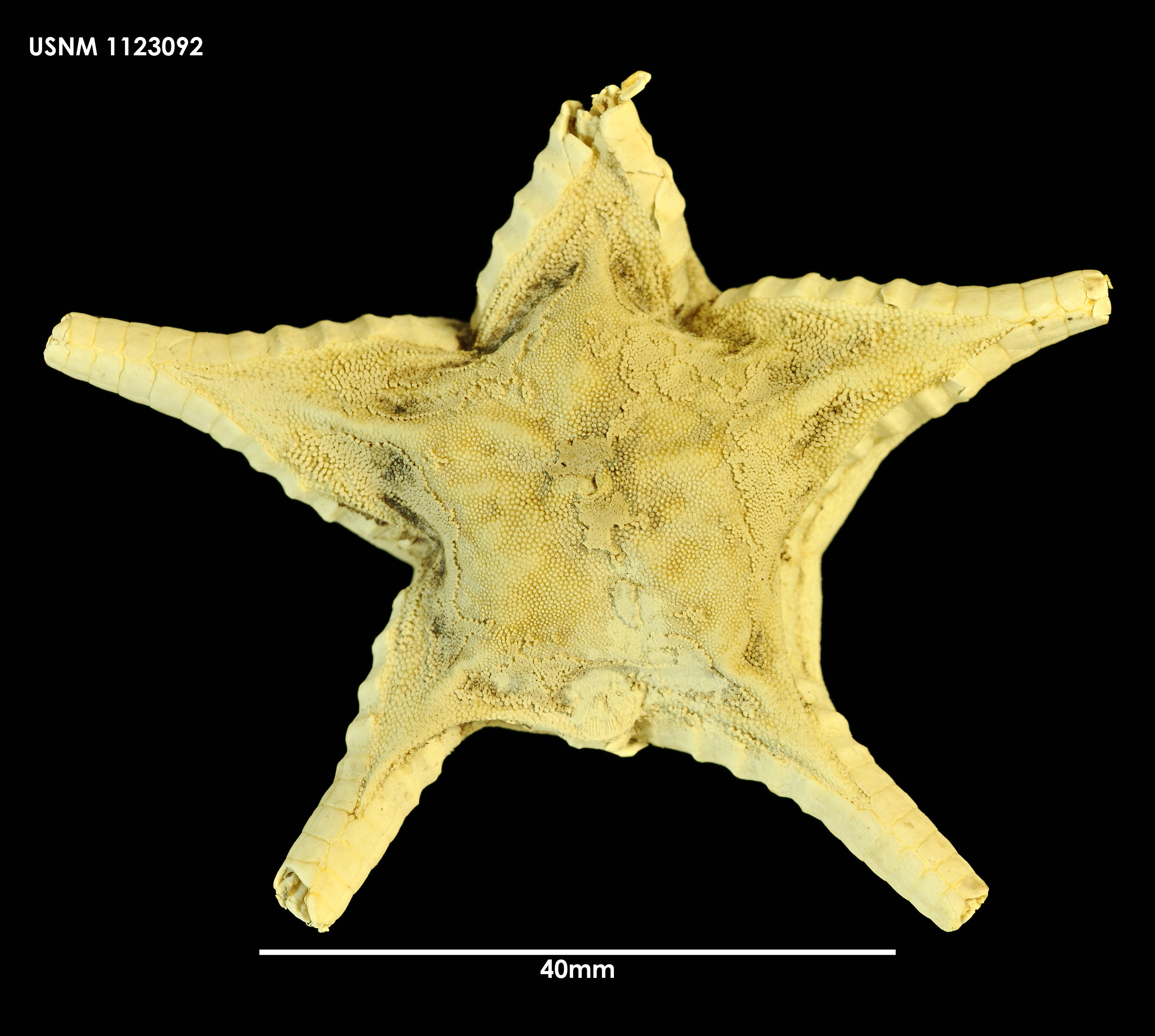
Hyphalaster inermis.